# Nemanja Milisavljević
Nemanja Milisavljević (in serbo Немања Милисављевић?; Brus, 11 gennaio 1980) è un ex calciatore serbo, di ruolo centrocampista.

## Palmarès

### Club

#### Competizioni nazionali
- Campionato macedone: 1

Rabotnicki: 2007-2008
- Coppa di Macedonia: 1

Rabotnicki: 2007-2008